# Solanum sect. Lathyrocarpum
Solanum sect. Lathyrocarpum es una sección del género Solanum.
Incluye las siguientes especiesː
- Solanum aridum Morong
- Solanum carolinense L.
- Solanum comptum C. V. Morton
- Solanum dimidiatum Raf.